# موسوعة الفن
موسوعة الفن هي قاعدة بيانات على الإنترنت عن متاحف الفنون الجميلة.

## معلومات
تحتوي مووعة الفن على فهارس ل2300 موقع فني (من المتاحف والمعارض)، ووصلات إلى حوالي 180000 عمل فني بواسطة 8500 فنان شهير، وقد بدأ الموقع أيضًا في تجميع قائمة بالمعارض الفنية وأماكن المزادات.

## وصلات خارجية
- موسوعة الفن: محرك بحث للفنون التشكيلية